# Feuerwehr in der Tschechoslowakei

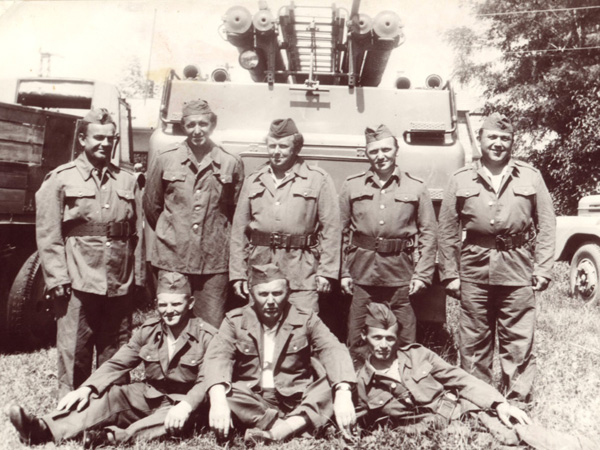
Feuerwehrmänner in Solčianky

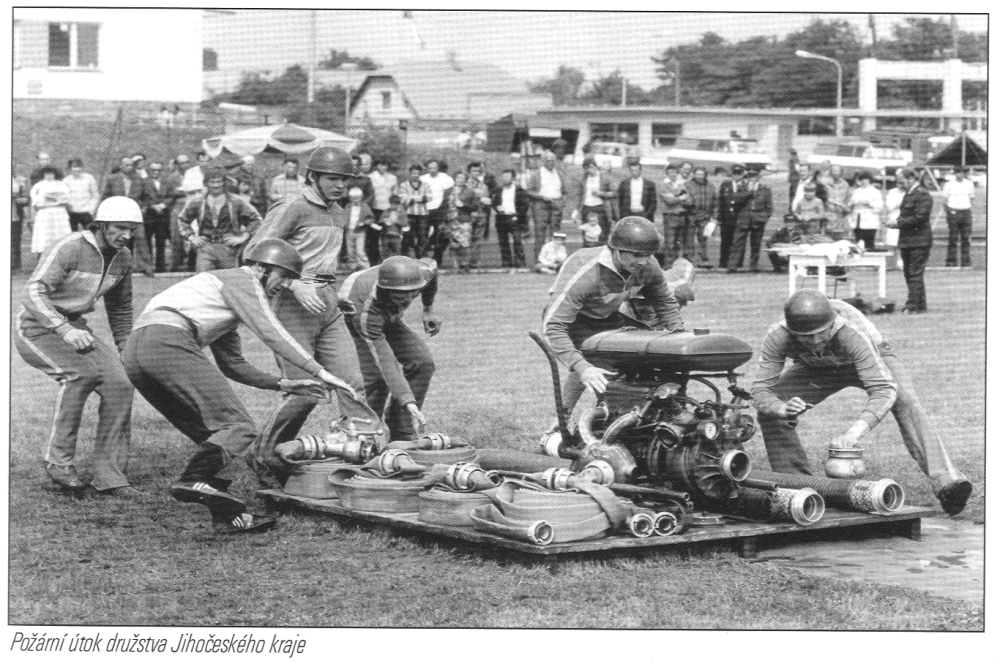
Feuerwehrsportler beim Löschangriff Nass 1979

Die Feuerwehr in der Tschechoslowakei bestand aus Berufsfeuerwehren und Freiwilligen Feuerwehren in der Zeit von 1918 bis 1992.

## Geschichte
Als erste Freiwillige Feuerwehr auf dem Gebiet der Tschechoslowakei gilt die im Jahr 1851 vom pensionierten österreichischen Offizier Ferdinand Leitenberger im böhmischen Reichstadt (heute Zákupy) gebildete Freiwillige Bürgerwehr. Die erste städtische Feuerwehr wurde 1853 in Prag gegründet. Die Strukturen waren bis nach dem Zweiten Weltkrieg aus der Geschichte ähnlich wie in Österreich. Erst nach dem Zweiten Weltkrieg wurden durch Wiedererrichtung der Tschechoslowakei die Strukturen grundlegend verändert. Im Jahr 1953 wurde die Feuerwehr mit dem Gesetz Nr. 35/1953 dem Innenministerium unterstellt. Dabei wurde ein militärischer Grundaufbau geschaffen. 1958 wurde die Organisation etwas dezentralisiert.

## Feuerwehrverband
Der nationale Feuerwehrverband repräsentierte die tschechoslowakischen Feuerwehren mit ihren Feuerwehrangehörigen im Weltfeuerwehrverband CTIF (Comité technique international de prévention et d’extinction du feu). Darüber hinaus bestanden Verbindungen insbesondere zu europäischen Feuerwehrverbänden, wie dem Deutschen Feuerwehrverband.